# Appias nero
Appias nero é uma borboleta da família Pieridae, isto é, as amarelas e brancas. A espécie habita no norte da Índia, nas Ilhas de Sonda, nas Filipinas, Sulawesi e para em territórios mais a leste. A sub-espécie Appias nero galba é encontrada na Índia.